# Robert Le Béal
Robert Albert Le Béal (* 2. März 1915 in Paris; † 8. Mai 1996 ebenda) war ein französischer Schauspieler.

## Leben
Robert Le Béal wuchs in Paris auf, wo er auch zeitlebens wohnte.
Seine Anfänge als Schauspieler machte Le Béal Mitte der 1930er-Jahre zunächst an verschiedenen Theatern in Paris. In seiner fast fünf Jahrzehnte lang andauernden Karriere wirkte er als Schauspieler vor der Kamera in 155 Film-und-Fernsehproduktionen mit. Während er zu Beginn seiner Karriere noch oftmals in einer Nebenrolle besetzt wurde, konnte er sich später auch als Charakterdarsteller in Hauptrollen beweisen. Ab Ende der 1950er-Jahre wurde er wegen seiner Statur in Spielfilmen oftmals als Autoritätsperson besetzt, wie beispielsweise als Minister, Adliger, Offizier, Anwalt oder Arzt. Le Béal gehörte über zwanzig Jahre lang zu den produktivsten Schauspielern in Frankreich. Eine seiner letzten Rollen spielte er in den Filmen La Boum – Die Fete und La Boum 2 – Die Fete geht weiter als Colbert, dem Großvater der von Sophie Marceau dargestellten Hauptperson. Im Jahr 1991 zog er sich aus dem Rampenlicht zurück.
Robert Le Béal war einige Jahre lang mit der Schauspielerin und Komikerin Jacqueline Dufranne (1915–2011) verheiratet. Die Ehe blieb kinderlos. Er starb am 8. Mai 1996 im Alter von 81 Jahren.

## Filmografie (Auswahl)
- 1942: Die Nacht mit dem Teufel
- 1947: Monsieur Vincent
- 1948: Die liebestolle Stadt
- 1950: Der Kurier des Kaisers
- 1953: Die Prinzessin verliebt sich
- 1955: Das große Manöver
- 1956: Die fünfte Kolonne
- 1956: Weiße Margeriten
- 1959: Katja, die ungekrönte Kaiserin
- 1962: Die eiserne Maske
- 1965: Fantomas gegen Interpol
- 1965: Der Mann, der Peter Kürten hieß
- 1966: Spion zwischen 2 Fronten
- 1966: Karriere
- 1967: Ich tötete Rasputin
- 1967: Zwei auf gleichem Weg
- 1968: Der Rächer aus dem Sarg
- 1969: Onkel Paul, die große Pflaume
- 1970: Balduin, der Schrecken von St. Tropez
- 1971: Die dummen Streiche der Reichen
- 1971: Der letzte Tanz des blonden Teufels
- 1972: Das Pariser Appartement
- 1972: César und Rosalie
- 1973: Der Schakal
- 1973: Die Abenteuer des Rabbi Jacob
- 1974: Vincent, François, Paul und die anderen
- 1975: Operation Lady Marlene
- 1980: La Boum – Die Fete
- 1982: La Boum 2 – Die Fete geht weiter
- 1982: Ein pikantes Geschenk
- 1986: Maestro
- 1987: Schloss zu vermieten
- 1991: Ein Stern für zwei